# Space Empires
Space Empires là một dòng game chiến lược theo lượt 4X của hãng Malfador Machinations cho phép người chơi đảm nhận vai trò lãnh đạo của một nền văn minh vũ trụ.

## Lối chơi
Trong Space Empires, người chơi đảm nhận vai trò lãnh đạo duy nhất của một chủng tộc thông minh gần đây đã nắm được công nghệ cần thiết để chế tạo những con tàu to lớn hoàn toàn trên không gian để du hành liên hành tinh và liên sao.
Bắt đầu chỉ với một vài kích cỡ thân tàu có thể cho tàu của mình, qua đó người chơi có thể đặt bất kỳ số lượng thành phần nào để tạo ra một con tàu duy nhất, người chơi có thể nghiên cứu các kích cỡ và thành phần thân tàu mới để sử dụng với chúng, cuối cùng có thể chế tạo tàu gấp mười lần kích thước thân tàu ban đầu của mình.
Các thành phần có sẵn cho người chơi khá là đa dạng, từ cầu tàu, máy quét tầm xa và máy tạo khiên cho đến các thành phần cung cấp khẩn cấp, khi được sử dụng, sẽ bị phá hủy nhưng sẽ cho phép một con tàu vũ trụ tiếp tục di chuyển trong thời gian dài hơn, và dĩ nhiên, vũ khí đủ loại, sàn tàu, các thiết bị che giấu cho đến vật liệu xây dựng hình cầu Dyson và các thiết bị phá hủy ngôi sao.
Người chơi có thể gặp các chủng tộc ngoài hành tinh (điều này chắc chắn sẽ xảy ra khi người chơi mở rộng lãnh địa của mình) và tiến hành ngoại giao với họ. Các hiệp ước có thể được ký kết giữa hai đế chế, thay đổi từ hiệp định thương mại cơ bản đến quan hệ đối tác toàn diện và thậm chí cả người bảo hộ. Người chơi cũng có thể tiến hành các hoạt động tình báo, từ các nhiệm vụ thu thập thông tin đơn giản, cho đến ném bom, kích động nổi loạn trên một hành tinh.
Du hành liên sao trong Space Empires không phải là kiểu du hành nhanh hơn ánh sáng, mà thay vào đó dựa vào sự bất thường được gọi là "điểm warp", về cơ bản là các lỗ sâu giữa hai hệ sao. Điểm warp xuất hiện một cách tự nhiên nhưng người chơi có thể mở và đóng các điểm warp này nếu người đó có công nghệ phù hợp.

## Phiên bản
- Space Empires (1993)
- Space Empires II (1995)
- Space Empires III (1997)
- Space Empires IV (2000)
- Space Empires: Starfury (2003)
- Space Empires V (2006)

## Phát triển
Năm 2006, Strategy First, trước khi phát hành Space Empires V, đã mua lại Malfador Machinations và tài sản trí tuệ Space Empires. Sau một thời gian không có gì xảy ra sau Space Empires V, Hall muốn làm một trò chơi khác và cố gắng giành lại quyền đối với nhượng quyền cũ của mình, nhưng phải đối mặt với mức giá mua lại gần nửa triệu đô la. Strategy First vẫn sở hữu Space Empires IP và chưa phát triển một game PC nào khác.
Strategy First đã phát hành một board game thuộc thể loại RPG dựa trên mô hình kỹ thuật số của tựa game Space Empires, sử dụng các họa tiết và cơ chế từ Space Empires IV.